# Olive McKean
Mary Olive McKean, född 10 augusti 1915 i Chehalis i Washington, död 31 mars 2006 i Troutdale, var en amerikansk simmare.
McKean blev olympisk bronsmedaljör på 4 x 100 meter frisim vid sommarspelen 1936 i Berlin.